# Zus & Zo
Zus & Zo es una película neerlandesa de 2001 dirigida por Paula van der Oest. Fue nominada a los Premios Óscar en la categoría de mejor película de habla no inglesa. Relata la historia de tres hermanas que tratan de impedir que la nueva novia de su hermano gay herede el hotel familiar.

## Reparto
- Monic Hendrickx es Sonja.
- Anneke Blok es Wanda.
- Sylvia Poorta es Michelle.
- Jacob Derwig es Nino.
- Halina Reijn es Bo.
- Theu Boermans es Hugo.
- Jaap Spijkers es Jan.
- Annet Nieuwenhuyzen es Moeder.
- Pieter Embrechts es Felix Delicious.
- Marisa van Eyle es Dorien.